# Boreas (geslacht)
Boreas is een geslacht van kreeftachtigen uit de klasse van de Malacostraca (hogere kreeftachtigen).

## Synoniem
- Boreathelphusa Cumberlidge, 2010